# Feszt György (orvos, 1889–1952)
Idősebb Feszt György (Kolozsvár, 1889. április 13. – Marosvásárhely, 1952. január 7.) magyar orvos, orvosi szakíró, Ifj. Feszt György apja.

## Életútja
Oklevelet 1912-ben Kolozsvárt szerzett, 1913-tól egyetemi tanársegéd, 1919-től röntgenszakorvos Kolozsvárt, 1941-től a kolozsvári egyetemen a röntgendiagnosztika előadótanára, 1945-től Marosvásárhelyen az OGYI röntgentani klinikájának vezetője, az orvosi kar dékánja, majd az intézet rektora. Az Erdélyi Orvosi Lap, Magyar Röntgen Közlöny (Budapest), Magyar Nőgyógyászat (Budapest), EME Értesítő, Ardealul Medical, Orvosi Szemle (Kolozsvár) c. szakfolyóiratokban közölt írásai a röntgenvizsgálatokkal foglalkoztak s a gyulladásos és daganatos betegségek sugárkezelését tárgyalták. Közéleti vonatkozásban a két világháború között az orvosok szervezkedéséről s az egészségügyi közigazgatásról jelentek meg írásai az Erdélyi Orvosi Lap-ban, a második világháború után az Ardealul Medical-ban a román–magyar orvosi együttműködésről írt. Jelentős szerepe volt a marosvásárhelyi orvosi felsőoktatás megszervezésében. Tankönyve: Az orvosi röntgentan elméleti alapismeretei (Marosvásárhely, 1948).